# Liste der Monuments historiques in Cussey-sur-l’Ognon
Die Liste der Monuments historiques in Cussey-sur-l’Ognon führt die Monuments historiques in der französischen Gemeinde Cussey-sur-l’Ognon auf.

## Liste der Objekte
| Bezeichnung              | Beschreibung                          | Standort                      | Kennzeichnung | Schutzstatus | Datum | Bild |
| ------------------------ | ------------------------------------- | ----------------------------- | ------------- | ------------ | ----- | ---- |
| Gemälde Madonna mit Kind | Ölfarbe auf Leinwand, 19. Jahrhundert | in der Kirche St-André (Lage) | PM25002056    | Inscrit      | 2001  |      |
| Konsoltisch              | Holz, Marmor, 18. Jahrhundert         | in der Kirche St-André (Lage) | PM25002057    | Inscrit      | 2001  |      |
| Glocke                   | Bronze, 1763 gegossen                 | in der Kirche St-André (Lage) | PM25000612    | Classé       | 1942  |      |